# Kolibřík dlouhoocasý
Kolibřík dlouhoocasý (Phaethornis syrmatophorus) je druh kolibříka z rodu Phaethornis s přirozeným výskytem od Kolumbie po severní Peru.

## Popis

### Tělo

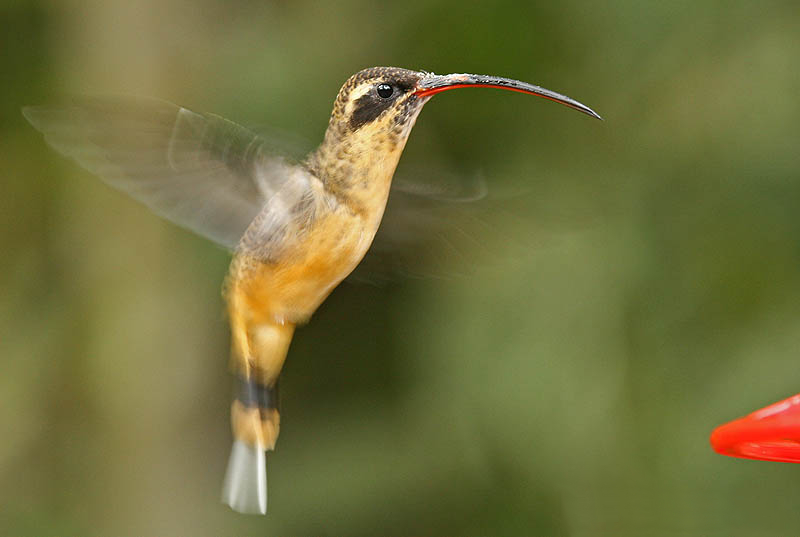
Kolibřík dlouhoocasý v letu

Velikost kolibříka dlouhoocasého se pohybuje okolo 14 cm, váží 5–7 gramů. Horní části těla tohoto druhu jsou olivově zelené. Centrální ocasní pera obou pohlaví jsou dlouhá a bílá a zbytek je tmavý s jasně oranžovými konci. Nominátní poddruh P. s. syrmatophorus má oranžové hrdlo a břicho. P. s. columbianus je tmavě hnědý. Obě pohlaví mají výrazně zakřivený zobák, přičemž u samic je zakřivenější než u samců.

### Hnízdo
Hnízdo tvaru kužele je sestaveno z listů a rostlinných vláken svázaných pavoučím hedvábím, je zavěšené na spodní straně visícího listu. Velikost snůšky jsou 2 vejce. Období rozmnožování není dosud zcela přesně známo, ale předpokládá se, že je to v rozmezí od března do srpna, ale možná také v prosinci.

## Rozšíření
Kolibřík dlouhoocasý se vyskytuje v subtropickém lesním podrostu v Andách od Kolumbie po severní Peru, obvykle v nadmořské výšce od 1 500 do 2 300 m n. m.

## Poddruhy
Kolibřík dlouhoocasý má 2 uznávané poddruhy:
- Phaethornis syrmatophorus columbianus (Boucard, 1891) - východní Andy v Kolumbii až severní Peru
- Phaethornis syrmatophorus syrmatophorus (Gould, 1851) - nominátní poddruh; západní Andy v Kolumbii až severozápadní Ekvádor[6]